# VM i håndbold 1962 (kvinder)
| VM 1962 | VM 1962         |
| ------- | --------------- |
| Guld    | Rumænien        |
| Sølv    | Danmark         |
| Bronze  | Tjekkoslovakiet |
| 4.      | Jugoslavien     |
| 5.      | Ungarn          |
| 6.      | Sovjetunionen   |
| 7.      | Polen           |
| 8.      | Vesttyskland    |
| 9.      | Japan           |

Verdensmesterskabet i håndbold for damer i 1962 var den andet VM i håndbold for kvinder, og slutrunden med deltagelse af ni hold blev afholdt i Rumænien i perioden 7. – 15. juli 1962. Sovjetunionen og Japan deltog for første gang.
Mesterskabet blev for første gang vundet af Rumænien, som i finalen besejrede Danmark med 8-5. De forsvarende mestre fra Tjekkoslovakiet endte på tredjepladsen efter sejr over Jugoslavien i bronzekampen.
Topscorerne var Marie Matuje fra Tjekkiet og Ana Starck, der begge scorede 14 mål.

## Kvalifikation
Slutrunden havde deltagelse af ni hold. Fra Asien var Japan som eneste tilmeldte hold direkte kvalificeret til slutrunden. I Europa var Danmark, Jugoslavien, Polen, Rumænien, Sovjetunionen, Tjekkoslovakiet og Ungarn direkte kvalificeret, mens Vest- og Østtyskland spillede om den sidste europæiske plads ved slutrunden. De to hold mødtes to gange (ude og hjemme), og Vesttyskland sejrede samlet med 12-10.
| Dato | Kamp                       | Res.  |
| ---- | -------------------------- | ----- |
| ?    | Østtyskland - Vesttyskland | 4-2   |
| ?    | Vesttyskland - Østtyskland | 10-60 |

## Slutrunde
De 9 deltagende lande spillede først en indledende runde med 3 grupper á 3 hold. De to bedste hold fra hver gruppe gik videre til hovedrunden om placeringerne 1-6, mens de sidste tre hold spillede i placeringsrunden om placeringerne 7-9.

### Indledende runde
De to bedste hold fra hver gruppe gik videre til hovedrunden om 1.- 6.-pladsen, mens de sidste tre hold gik videre til placeringsrunden om placeringerne 7-9.

#### Gruppe A
| Dato | Kamp                            | Res.  |
| ---- | ------------------------------- | ----- |
| 7.7. | Sovjetunionen - Vesttyskland    | 11-80 |
| 8.7. | Tjekkoslovakiet – Vesttyskland  | 7-7   |
| 9.7. | Tjekkoslovakiet – Sovjetunionen | 16-50 |

| Gruppe A        | Kampe | Mål   | Point |
| --------------- | ----- | ----- | ----- |
| Tjekkoslovakiet | 2     | 23-12 | 3     |
| Sovjetunionen   | 2     | 16-24 | 2     |
| Vesttyskland    | 2     | 15-18 | 1     |

#### Gruppe B
| Dato | Kamp             | Res.  |
| ---- | ---------------- | ----- |
| 7.7. | Ungarn - Japan   | 17-80 |
| 8.7. | Danmark – Ungarn | 8-4   |
| 9.7. | Danmark – Japan  | 12-70 |

| Gruppe B | Kampe | Mål   | Point |
| -------- | ----- | ----- | ----- |
| Danmark  | 2     | 20-11 | 4     |
| Ungarn   | 2     | 21-16 | 2     |
| Japan    | 2     | 15-29 | 0     |

#### Gruppe C
Kampene i gruppe C blev spillet i Bukarest.
| Dato | Kamp                   | Res. |
| ---- | ---------------------- | ---- |
| 7.7. | Rumænien - Polen       | 9-4  |
| 8.7. | Jugoslavien - Polen    | 5-2  |
| 9.7. | Rumænien - Jugoslavien | 3-3  |

| Gruppe C    | Kampe | Mål   | Point |
| ----------- | ----- | ----- | ----- |
| Rumænien    | 2     | 12-07 | 3     |
| Jugoslavien | 2     | 8-05  | 3     |
| Polen       | 2     | 06-14 | 0     |

### Placeringsrunde
De tre treere fra de indledende grupper spillede om placeringerne 7-9.
| Dato  | Kamp                 | Res.  |
| ----- | -------------------- | ----- |
| 11.7. | Polen - Japan        | 16-10 |
| 12.7. | Vesttyskland - Japan | 15-60 |
| 13.7. | Polen – Vesttyskland | 5-4   |

| Plac. | Hold         | Kampe | Mål   | Point |
| ----- | ------------ | ----- | ----- | ----- |
| 7.    | Polen        | 2     | 21-14 | 4     |
| 8.    | Vesttyskland | 2     | 19-11 | 2     |
| 9.    | Japan        | 2     | 16-31 | 0     |

### Hovedrunde
De seks hold, der blev nr. 1 eller 2 i de indledende grupper, spillede i hovedrunden i to grupper med tre hold. De to gruppevindere gik videre til VM-finalen, de to toere gik videre til bronzekampen, mens de to treere måtte tage til takke med kampen om 5.-pladsen.

#### Gruppe I
Kampene i gruppe I blev spillet i Bukarest.
| Dato  | Kamp                       | Res. |
| ----- | -------------------------- | ---- |
| 11.7. | Rumænien - Ungarn          | 9-7  |
| 12.7. | Tjekkoslovakiet - Ungarn   | 6-5  |
| 13.7. | Rumænien - Tjekkoslovakiet | 7-3  |

| Gruppe I        | Kampe | Mål   | Point |
| --------------- | ----- | ----- | ----- |
| Rumænien        | 2     | 16-10 | 4     |
| Tjekkoslovakiet | 2     | 09-12 | 2     |
| Ungarn          | 2     | 12-15 | 0     |

#### Gruppe II
Kampene i gruppe II blev spillet i Brasov.
| Dato  | Kamp                        | Res.  |
| ----- | --------------------------- | ----- |
| 11.7. | Jugoslavien - Sovjetunionen | 10-50 |
| 12.7. | Danmark – Sovjetunionen     | 10-40 |
| 13.7. | Danmark – Jugoslavien       | 7-4   |

| Gruppe II     | Kampe | Mål   | Point |
| ------------- | ----- | ----- | ----- |
| Danmark       | 2     | 17-08 | 4     |
| Jugoslavien   | 2     | 14-12 | 2     |
| Sovjetunionen | 2     | 09-20 | 0     |

### Finalekampe
| Dato               | Kamp                          | Res.  |
| ------------------ | ----------------------------- | ----- |
| Kamp om 5.-pladsen |                               |       |
| 15.7.              | Ungarn - Sovjetunionen        | 12-10 |
| Bronzekamp         |                               |       |
| 15.7.              | Tjekkoslovakiet - Jugoslavien | 6-5   |
| Finale             |                               |       |
| 15.7.              | Rumænien - Danmark            | 8-5   |

### Medaljevindere
| Guld | Sølv | Bronze |
| --- | --- | --- |
| Rumænien | Danmark | Tjekkoslovakiet |
| Liliana Borcea Irene Hector-Nagy Ana Botan-Stark Cornelia Constantinescu Edeltraut Frantz Aurora Leonte-Niculescu Iuliana Naco Iosefina Stefanescu-Ugron Aurelia Szoke-Salageanu Martina Constantinescu-Scheip Constanta Dumitrascu Elena Hedesiu Antoaneta Otelea-Vasile Victoria Dumitrescu Felicia Gheorghita Ana Nemetz | Agnes Østergaard Anna Hansen Anne-Marie Nielsen Birgitte Cramer Else Birkmose Ella Hansen Frida Jensen Hanne Ladefoged Helga Hansen Henny Marstrand Nielsen Inga Birch Jensen Ingelise Birkekjær Jytte Skøtt Mikkelsen Kirsten Nilsson Lise Kock Toni Røseler Træner: Jørgen Absalonsen | Božena Adámková Bohdana Beranová Martina Broulíková Magda Havelková Jana Housková Květa Janečková Stanislava Kernerová Anna Kosiková Stanislava Kučerová Marie Matějů Blažena Matulová Anna Risová Marie Topičová Milena Vecková Jana Vrbová |